# Amouranth
Kaitlyn Michelle Siragusa, née le 2 décembre 1993 à Houston, Texas, mieux connue sous le nom d'Amouranth, est une streameuse américaine, cosplayeuse, mannequin glamour et vidéaste web. 
Amouranth est surtout connue pour ses diffusions en direct d'ASMR sur Twitch.
En janvier 2024, elle lance également un clone virtuel basé sur l'intelligence artificielle, Amouranth AI, qui rencontre très vite un énorme succès.

## Enfance
Enfant unique, Amouranth joue régulièrement à des jeux vidéo durant son enfance et regarde souvent des dessins animés, ce qui lui donne l'idée par la suite de se lancer dans la conception de costumes et le cosplay.[réf. nécessaire]
Elle apprend également à coudre avec sa tante et confectionne son tout premier costume pour une convention locale à Houston. Elle remporte ensuite son premier concours en tant que princesse Zelda.

## Carrière
En 2010, elle étudie le design de mode et la conception de costumes théâtraux à l'université et est recommandée par son professeur au Houston Grand Opera et au Houston Ballet en tant que costumière. 
En 2015, elle crée sa propre compagnie de personnages pour le divertissement pour enfants. Dès le début de son activité, elle est interviewée à plusieurs reprises sur les chaînes d'information locales et apparaît deux fois dans The Little Couple de TLC.

### Streaming
En 2016, elle est contactée par Twitch qui l'invite à rejoindre la plateforme afin de créer des costumes en direct. Elle accepte la proposition et gagne rapidement un large public, avant de se réorienter vers la danse, l'ASMR et le streaming dans un jacuzzi (hot tub streaming).
En novembre 2022, elle compte 5,9 millions de followers sur Twitch. D'après la plateforme analytique StreamElements, elle occupe en 2022 la 53e position des streamers les plus regardés sur Twitch, et serait ainsi l'une des rares femmes à faire partie du Top 100 avec Pokimane,.

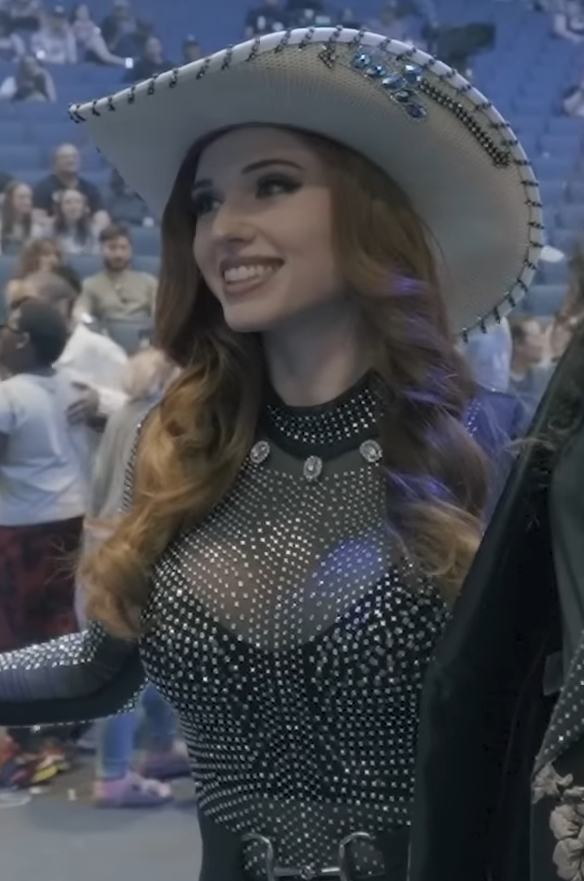
Amouranth lors de la deuxième édition du Creator Clash en 2023.

En parallèle de son activité sur Twitch, elle rejoint la plateforme OnlyFans, où elle devient l'une des plus grandes créatrices de contenu, gagnant plus d'un million de dollars par mois,. En juillet 2022, elle annonce avoir gagné au total 33 millions de dollars grâce à OnlyFans.
Ce succès n'empêche pas la streameuse de rencontrer plusieurs problèmes dans ses activités. En mai 2021, elle annonce que Twitch a supprimé les publicités sur son profil, car les streams qu'elle anime vêtue d’un maillot de bain ont été jugés « inacceptables pour les annonceurs ». 
En juin 2021, elle est bannie de Twitch pendant trois jours, en raison d’un live yoga ASMR dans lequel elle fait des bruits de léchage d’oreilles dans son micro, un contenu considéré comme du « contenu sexuel » par la modération de Twitch.
Le 8 octobre 2021, elle est bannie de Twitch pour la cinquième fois, mais également d'Instagram et de TikTok. Son compte « amouranthtoo » est cependant toujours actif,.
En juin 2023, elle annonce rejoindre la plateforme Kick pour un montant non-déclaré, quelques heures après que le streamer de jeux vidéo xQc ait fait de même pour un montant record.

### Clone virtuel
Le 2 janvier 2024, elle lance Amouranth AI, son « double virtuel » capable de discuter avec les internautes. Grâce à un chatbot basé sur l’intelligence artificielle, les internautes peuvent discuter avec cet avatar basé sur la personnalité d'Amouranth, le tout contre un abonnement plus ou moins élevé en fonction de la nature des échanges (de 5,99 dollars par mois pour une relation d'amitié à 199,99 dollars par mois pour une relation sentimentale). 
L'intelligence artificielle est également capable d'envoyer des photos, des clips vocaux et même des vidéos personnalisées utilisant la voix synthétisée d'Amouranth.
Ce clone virtuel rencontre très vite un énorme succès auprès des internautes, générant plus de 34 000 dollars (environ 31 000 euros), un jour seulement après son lancement,. 
Sur son compte X (ex Twitter), Amouranth indique par ailleurs que la moyenne dépensée se situe autour de 20 dollars, et qu'une majorité d'internautes venus discuter avec son double virtuel ne font pas partie des gens qui la suivent habituellement.

### Autres activités
En novembre 2021, Amouranth annonce sur son Twitter qu'elle a acheté une station-service, qu'elle loue à Circle K. En janvier 2022, elle annonce qu'elle a également acheté une entreprise de jouets pour piscines gonflables.

## Attachement à la cause animale
Très attachée aux animaux, elle possède deux chevaux, Spirit et Kyran, et deux chiens, Nox et Bear. Dans plusieurs interviews, elle déclare qu'une des raisons qui l'ont poussé à créer du contenu était de gagner suffisamment d'argent pour pouvoir créer son propre refuge pour animaux et sauver les chiens et les anciens chevaux de course non désirés et maltraités,.

## Vie privée
Le 15 octobre 2022, elle annonce en direct sur sa chaîne Twitch qu'elle est mariée, menacée et manipulée par son mari qui ne souhaitait pas afficher son statut marital pour conserver son image de marque,. 
À la suite de ces révélations, de nombreux internautes témoignent leur soutien à la streameuse. Quelques jours plus tard, Amouranth indique être en instance de séparation avec son mari et avoir repris la main sur la gestion de ses comptes sur les réseaux sociaux,.

## Récompenses et nominations
| Année | Cérémonie            | Catégorie                 | Résultat |
| ----- | -------------------- | ------------------------- | -------- |
| 2022  | The Streamers Awards | Meilleure streameuse ASMR | Gagnante |
| 2023  | AVN Awards           | Site de créateur préféré  | Gagnante |